# Aeroporto de Guaíra
O Aeroporto de Guaíra é um aeródromo civil público brasileiro, localizado no município de Guaíra, no Paraná. Atualmente conta com voos para Curitiba pela Azul Conecta.
Em 2019, passou a contar com voos comerciais, ligando a cidade a Curitiba. Porém em 2020 os voos foram cancelados devido a pandemia do COVID-19. Em outubro de 2021 foi anunciado o retorno dos voos pela Azul Conecta, a partir de janeiro de 2022.

## Dados gerais
- Guaíra - SSGY
- Nome do Aeroporto: Aeroporto Municipal Walter Martins de Oliveira
- Administração: Prefeitura Municipal
- Dimensões da Pista: 1300x30m
- Quantidade de pousos e decolagens: 30 mês
- Altitude: 271m
- Revestimento da Pista: Asfalto
- Opera com Linha Aérea Regular? Sim
- Opera por Instrumentos? Não
- Opera no Período Noturno? Não
- Designativo das Cabeceiras: 07/25
- Resistência da Pista: 13/F/C/Y/U
- Coordenadas Geográficas: 24º 04'47"S 54º 1117"W

## Voos comerciais
Em 2019, foi anunciado o início dos voos comerciais no aeroporto de Guaíra, com aeronaves Cessna Grand Caravan, da empresa Two Flex, em parceria com a Gol Linhas Aéreas, ligando o município a Curitiba. Em 2020, a empresa Two Flex foi comprada pela Azul Linhas Aéreas, cancelando os voos do programa.
As operações fazem parte do Programa Voe Paraná, do governo estadual, que objetiva o aumento de cidades atendidas por linhas aéreas, tendo em contrapartida a redução do ICMS sobre o querosene de aviação.
Em 2021 foi anunciado o retorno dos voos pela Azul Conecta, subsidiária da Azul Linhas Aéreas,  iniciados no fim de janeiro de 2022. 